# Чжоу Цянь
Чжоу Цянь (кит. 周倩; род. 11 марта 1989, Юэян, Хунань) — китайская спортсменка (вольная борьба), бронзовый призёр Олимпийских игр 2020 года в Токио, чемпионка Азии и Азиатских игр.

## Карьера
В сентябре 2014 года на чемпионате мира в Ташкенте, одолев в схватке за 3 место эстонку Эпп Мяэ стала бронзовым призёром. В сентябре 2015 года на чемпионате мира в Лас-Вегасе, стала серебряным призёром, уступив в финале американке Аделайн Грей. В сентябре 2019 года на чемпионате мира в Нур-Султане, уступила в схватке за 3 место Эпп Мяе и заняла итоговое 5 место, что позволило ей получить лицензию на Олимпийские игры в Токио. 2 августа 2021 года на Олимпийских играх, одолев на туше в схватке за 3 место японку Хироэ Судзуки стала бронзовым призёром.

## Достижения
- Чемпионат мира по борьбе 2014 — ;
- Чемпионат Азии по борьбе 2015 — ;
- Чемпионат мира по борьбе 2015 — ;
- Чемпионат Азии по борьбе 2018 — ;
- Азиатские игры 2018 — ;
- Олимпийские игры 2020 —